# Drienovská Nová Ves
Drienovská Nová Ves (in ungherese Somosújfalu) è un comune della Slovacchia facente parte del distretto di Prešov, nella regione omonima.